# Gmina Wierzchosławice
Die Gmina Wierzchosławice ist eine Landgemeinde im Powiat Tarnowski der Woiwodschaft Kleinpolen in Polen. Ihr Sitz ist das gleichnamige Dorf.

## Gliederung
Zur Landgemeinde (gmina wiejska) Wierzchosławice gehören folgende 11 Dörfer mit einem Schulzenamt:
Bobrowniki Małe
Bogumiłowice
Gosławice
Kępa Bogumiłowicka
Komorów
Łętowice
Mikołajowice
Ostrów
Rudka
Sieciechowice
Wierzchosławice